# Helalia Johannes
Helalia Lukeiko Johannes (* 13. August 1980 in Windhoek, Südwestafrika) ist eine namibische Langstreckenläuferin, die sich auf Marathons und Halbmarathons spezialisiert hat.

## Sportliche Karriere
Johannes gewann 2011 beim Rössing-Marathon, organisiert von Rössing Uranium Limited, der jährlich nahe der Stadt Swakopmund in Namibia ausgetragen wird. Im gleichen Jahr gewann sie in Rekordzeit den Halbmarathon beim Two Oceans Marathon in Kapstadt (Südafrika).
Zudem siegte sie zuvor dreimal auf der Halbmarathonstrecke des Two Oceans Marathons (2006, 2007, 2009).
2007 stellte sie als Vierte des Dublin-Marathons mit 2:35:30 Stunden einen nationalen Rekord auf. Im Jahr darauf erzielte sie am 5. Juli in Port Elizabeth einen weiteren Landesrekord im Halbmarathon mit 1:10:59 Stunden, belegte beim Marathon der Olympischen Spiele in Peking Rang 40 und eroberte sich als Fünfte des Dublin-Marathons mit 2:32:30 Stunden den Landesrekord von Beata Naigambo zurück.
Beim Marathon der Leichtathletik-Weltmeisterschaften 2009 in Berlin kam sie auf den 56. Platz. 2011 wurde sie Namibische Meisterin im Cross-Country-Rennen.
Johannes stand im Aufgebot der namibischen Mannschaft für die Olympischen Sommerspiele 2012 und belegte in London im olympischen Finale mit einer erzielten Zeit von 2:26:09 Stunden den 11. Rang auf der Marathon-Strecke. Sie gewann bei den Commonwealth Games 2018 Gold im Marathon. Im gleichen Jahr siegte Johannes mit neuem Streckenrekord beim Marathon in Kapstadt, Südafrika. Auch bei den Spielen 2016 (56. Platz) und 2020 (11. Platz) war Johannes dabei.
Im März 2019 gewann sie den Nagoya Women’s Marathon im japanischen Nagoya mit einer Zeit von 2:22:25 Stunden, nachdem sie 2018 sieben von acht Rennen, an denen sie teilnahm, gewinnen und einen zweiten Platz erlaufen konnte. Im Juni stellte sie im südafrikanischen Durban über die 10 Kilometer in 30:59 Minuten einen neuen namibischen Rekord auf und Ende September gewann sie bei den Weltmeisterschaften in Doha Marathon-Bronze.
2021 war sie die erste namibische Frau, die am New-York-Marathon teilnahm. Sie lief die Strecke in 2:26:09 Stunden und wurde Fünfte. Bei den Commonwealth Games 2022 gewann Johannes Bronze im Marathonlauf.
Sie nahm an den Olympischen Sommerspielen 2024 teil und belegte im Marathon Rang 68. Johannes war bei der Schlussfeier Fahnenträgerin Namibias. Es waren ihre fünften olympischen Spiele. 

## Persönliche Bestzeiten
- 5000 Meter: 15:44,53 Minuten, 2. Juni 2013, Gaborone (namibischer Rekord)
- Halbmarathon: 1:08:10 Stunden, 2. Februar 2020, Marugame (namibischer Rekord)
- Marathon: 2:22:25 Stunden, 10. März 2019, Nagoya (namibischer Rekord)[4]